# Mastoide

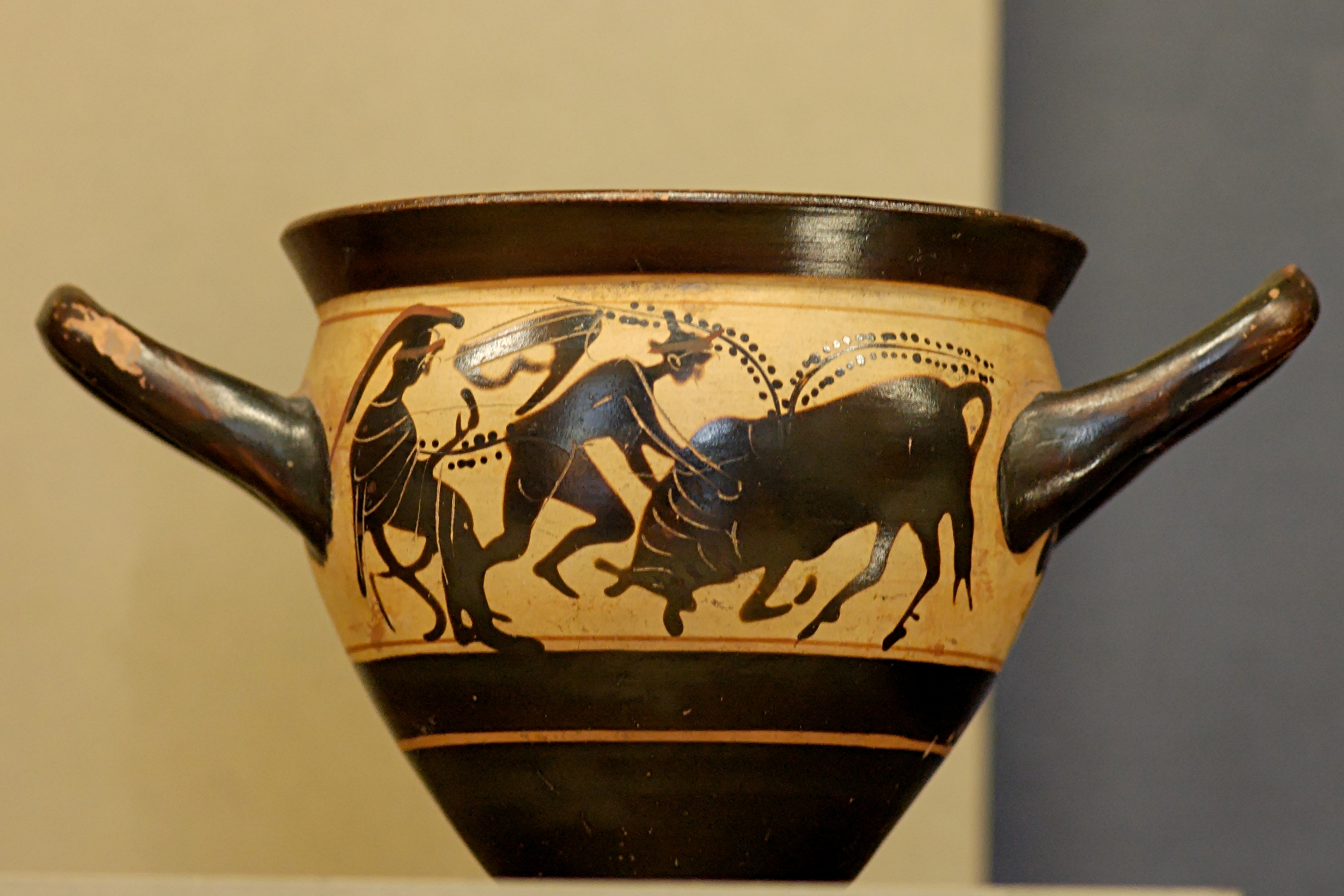
Mastoide ático de figuras negras que representa la lucha de Heracles con el toro cretense, c. 500/475 a. C., Museo del Louvre.

El mastoide, también conocido como copa mastoide, era un recipiente para beber de la Antigua Grecia.
El mastoide era una forma de recipiente para beber popular sobre todo en Atenas a finales de la época arcaica. Las piezas conservadas fueron creadas en su mayoría alrededor del año 500 a. C. y poco después. La mayoría están decoradas en estilo de figuras negras. Es una variación de la forma masto y de ahí su nombre. La antigua palabra griega μαστός (Mastos) se refiere al pecho femenino. A diferencia de los mastos, el mastoide carece de la punta inferior que termina en un pezón. En lugar de este extremo, el mastoide tiene una base estrecha y plana. Con ella se podría dejar el vaso de beber. Los labios estaban acampanados. Hay mastoides con y sin asas. Se conoce un esquifo de Amasis similar al mastoide, en el que las asas se fijaron verticalmente.